# حسن أباد (بزنجان)
حسن أباد (بالإنجليزية: Hasanabad, Baft)‏ هي مستوطنة تقع في إيران في قسم بزنجان الريفي.